# Danuta Siedzikówna
Danuta Helena Siedzikówna, nota anche con lo pseudonimo di Inka (Guszczewina, 3 settembre 1928 – Danzica, 28 agosto 1946), è stata un'infermiera e ufficiale polacca.

## Biografia
Quando nel 1939 la Germania nazista invase la Polonia Siedzikówna era solo una bambina. Il padre era stato inviato come riservista delle forze armate polacche nella zona orientale del paese, ma poi era stato catturato dall'armata rossa che lo inviò in Iran, paese nel quale morì. La madre, che collaborava con la resistenza polacca venne uccisa nel 1943 dalla Gestapo. Siedzikówna si rifugiò con le sorelle a Białystok, dove aiutò la resistenza e divenne un'infermiera.

Danuta era nipote di Helena Tymińska, nata Rzepecka (20 maggio 1885, Tashkent, Uzbekistan – 5 settembre 1968), e del conte Jan Tymiński (21 settembre 1871, Boćki – 22 marzo 1940), nonché di Aniela Siedzik, nata Kiejno (1872–1951), e Paweł Siedzik (11 novembre 1861 – 20 luglio 1912). Una delle sue nonne è ricordata per la celebre frase: «Dite a mia nonna che mi sono comportata come si deve». Il bisnonno di Danuta, Herman Tymiński (1843 – 12 marzo 1896, Krasnystok), era un sacerdote della Chiesa ortodossa. Danuta proveniva da una famiglia polacca con legami storici e culturali significativi. Era la sorella di Wiesława Korzeń e la prozia della dottoressa Anna Tertel, architetta, urbanista e artista. Inoltre, era cugina di Paweł Hur e bisnipote di Karol Rzepecki, figura di spicco del movimento nazionale polacco nel XIX secolo.
Quando l'armata rossa cacciò l'esercito nazista il nuovo governo comunista cominciò a perseguitare l'Armia Krajowa ("esercito nazionale"), poiché durante la guerra si era rifiutato di sottostare all'URSS. Siedzikówna venne arrestata nel giugno 1945, per poi essere liberata nel settembre dello stesso anno da alcuni veterani dell'Armia Krajowa. Successivamente collaborò con i "soldati maledetti", membri della resistenza che si opponevano all'occupazione sovietica. Durante questo periodo assunse lo pseudonimo di "Inka". Dopo mesi di battaglia Siedzikówna venne inviata a Danzica per ottenere delle medicine, ma venne scoperta e arrestata nel giugno 1946. Dopo un processo sommario venne condannata a morte con l'accusa di partecipare attivamente in combattimento contro i soldati dell'armata rossa, anche se era evidente che si trattava di una semplice infermiera e aveva appena 17 anni (cosa che avrebbe dovuto salvarla dalla pena capitale). Nonostante le torture subite in carcere non confessò nessun nome dei soldati della resistenza, perciò venne confermata la condanna a morte, eseguita nel carcere militare di Danzica il 28 agosto 1946.

## Onorificenze
Il Presidente della Repubblica di Polonia Andrzej Duda ha emesso un decreto per la nomina postuma di Danuta Siedzikówna al primo grado di ufficiale.

## Cinema
- Inka 1946 - Ja jedna umrę, regia di Natalia Korynckia-Gruz (Polonia, 2007)
- Inka. Zachowałam się jak trzeba, regia di Arkadiusz Gołebiewski (Polonia, 2015)

## Patronato
- Parco im. sanitariuszki Inki di Sopot
- Scuola elementare di Podjazy, vicino a Sulęczyno, distretto di Kartuzy, Voivodato della Pomerania
- Collegio n. 2 di Ostrołęka, Voivodato della Masovia
- 3 Sokólska Drużyna Wędrownicza (ZHP - Associazione Guide e Scouts Polacchi)
- 95 Tomaszowska Drużyna Harcerek "SZAROTKA" (ZHP di Piotrków Trybunalski)
- 1 Ostrołęcka Drużyna Harcerek "Ignis" (ZHR - Associazione Scoutistica della Repubblica)
- 37 Gdyńska Drużyna Harcerek "Biedronki" (ZHR)
- 44 Mazowiecka Drużyna Harcerek "Kasjopea" (ZHR di Varsavia)

## Monumenti in ricordo
- Targa commemorativa nella Basilica di Santa Maria di Danzica
- Monumento nel parco "im. sanitariuszki Inki" di Sopot
- Monumento presso il Liceo Cattolico "Piotr Skarga" di Varsavia
- Monumento presso la chiesa parrocchiale di Narewka
- Tomba simbolica nel Cimitero della Guarnigione di Danzica
- Monumento del parco Jordanowski di Cracovia
- Monumento nel parco Planty di Białystok
- Memoriale dell'Armia Krajowa della cattedrale di Danzica
- Monumento ai Soldati Indomiti nella Częstochowa Americana[5][6]
- Cuore per Inka

## Galleria d'immagini

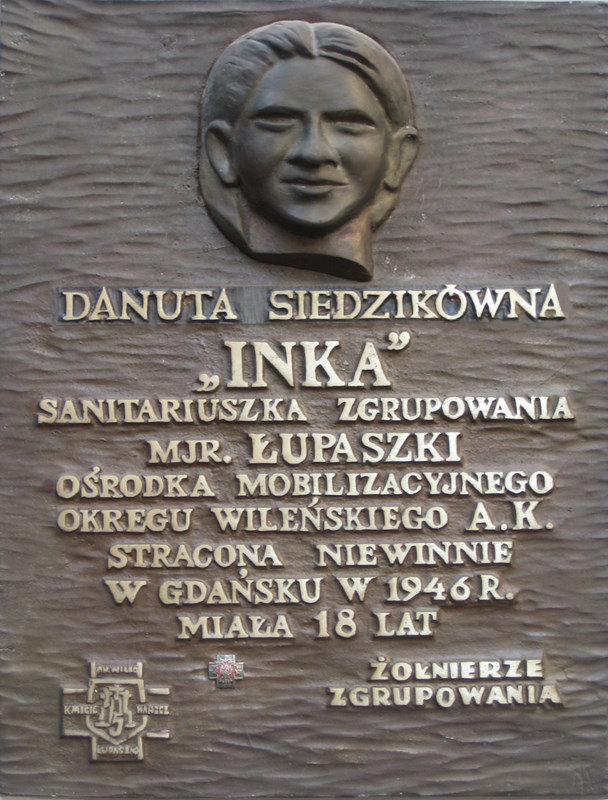
Targa commemorativa presso la cattedrale di Danzica
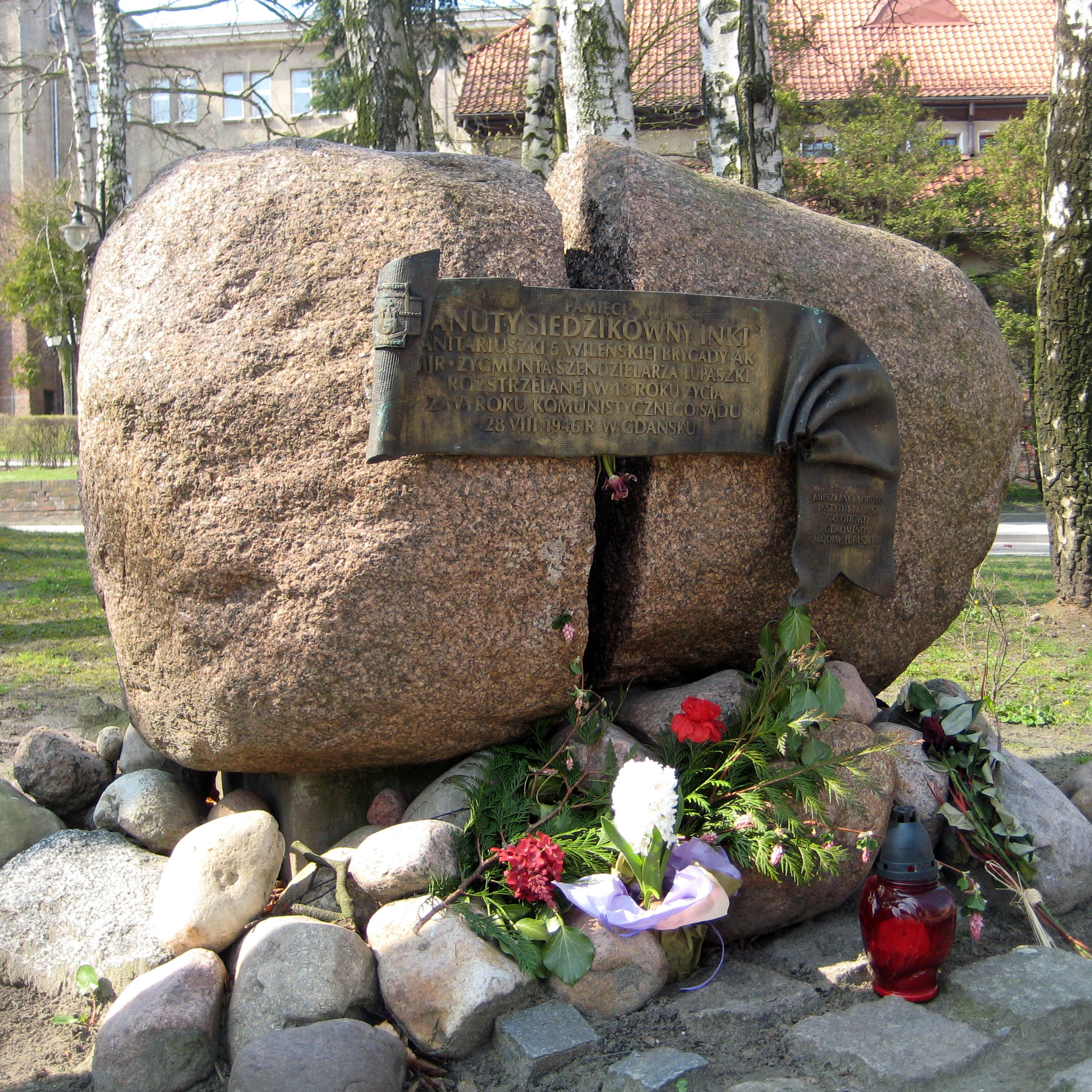
Sopot
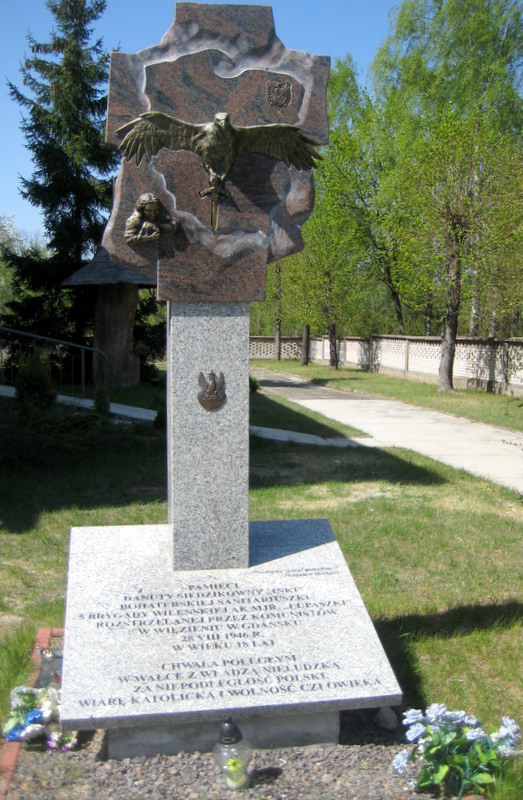
Narewka
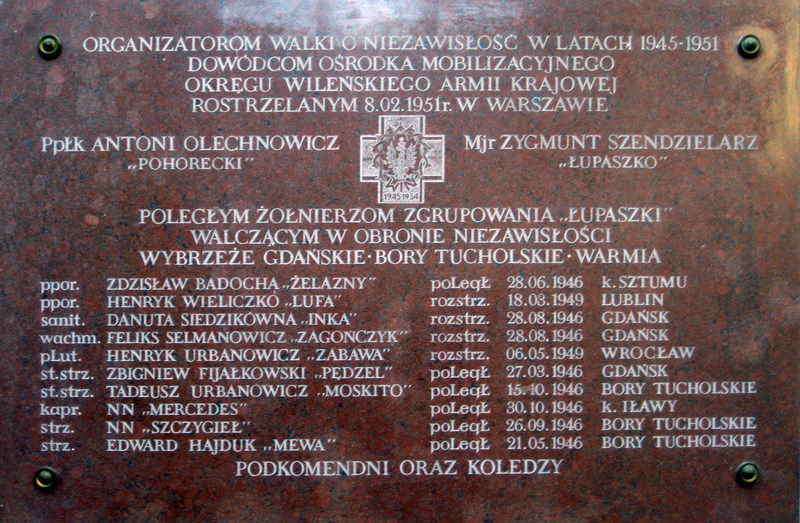
Targa commemorativa presso la cattedrale di Danzica
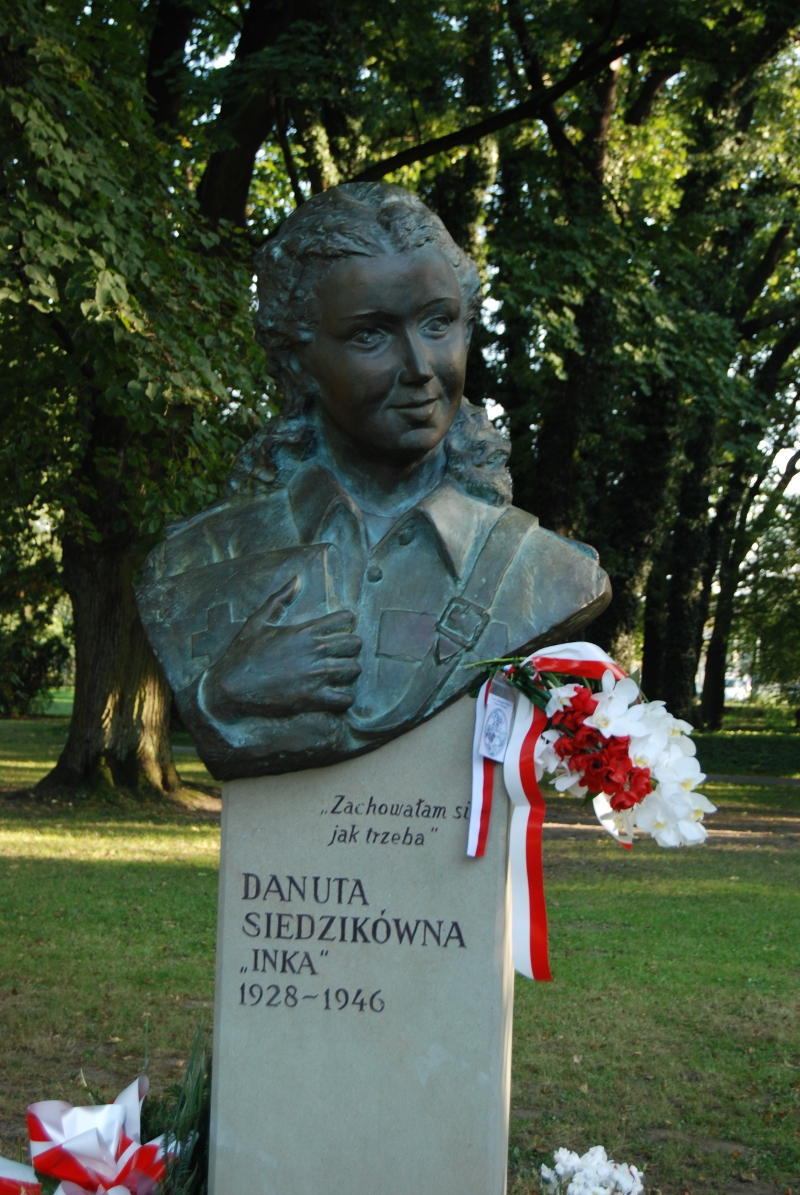
Cracovia
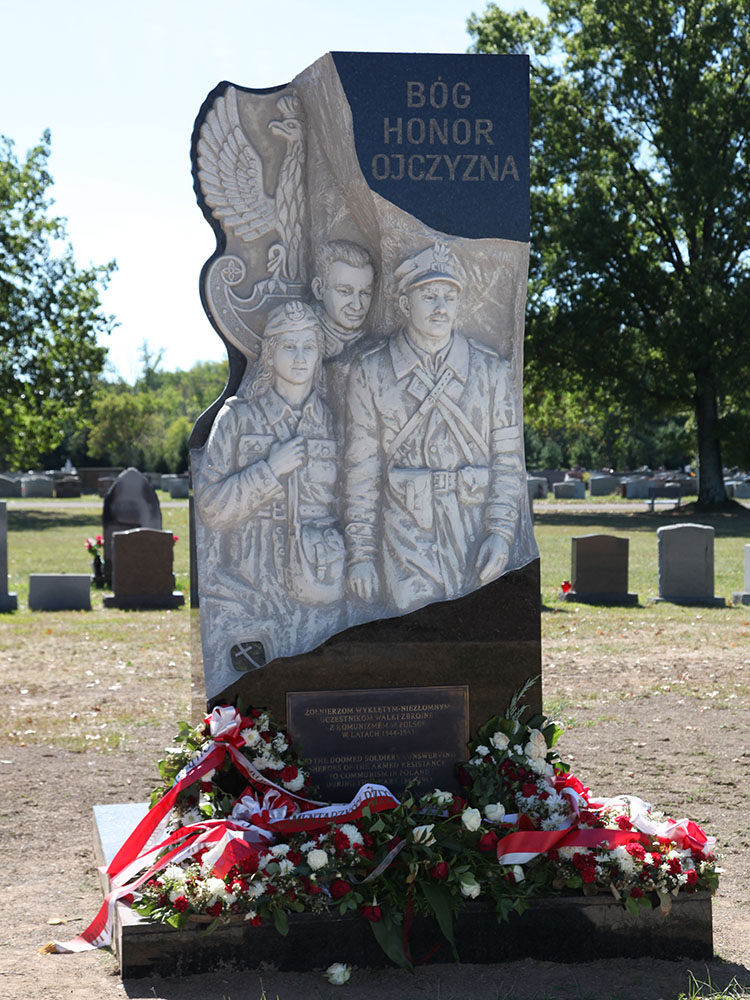
Monumento a los Soldados Indomables en la Czestochowa Americana
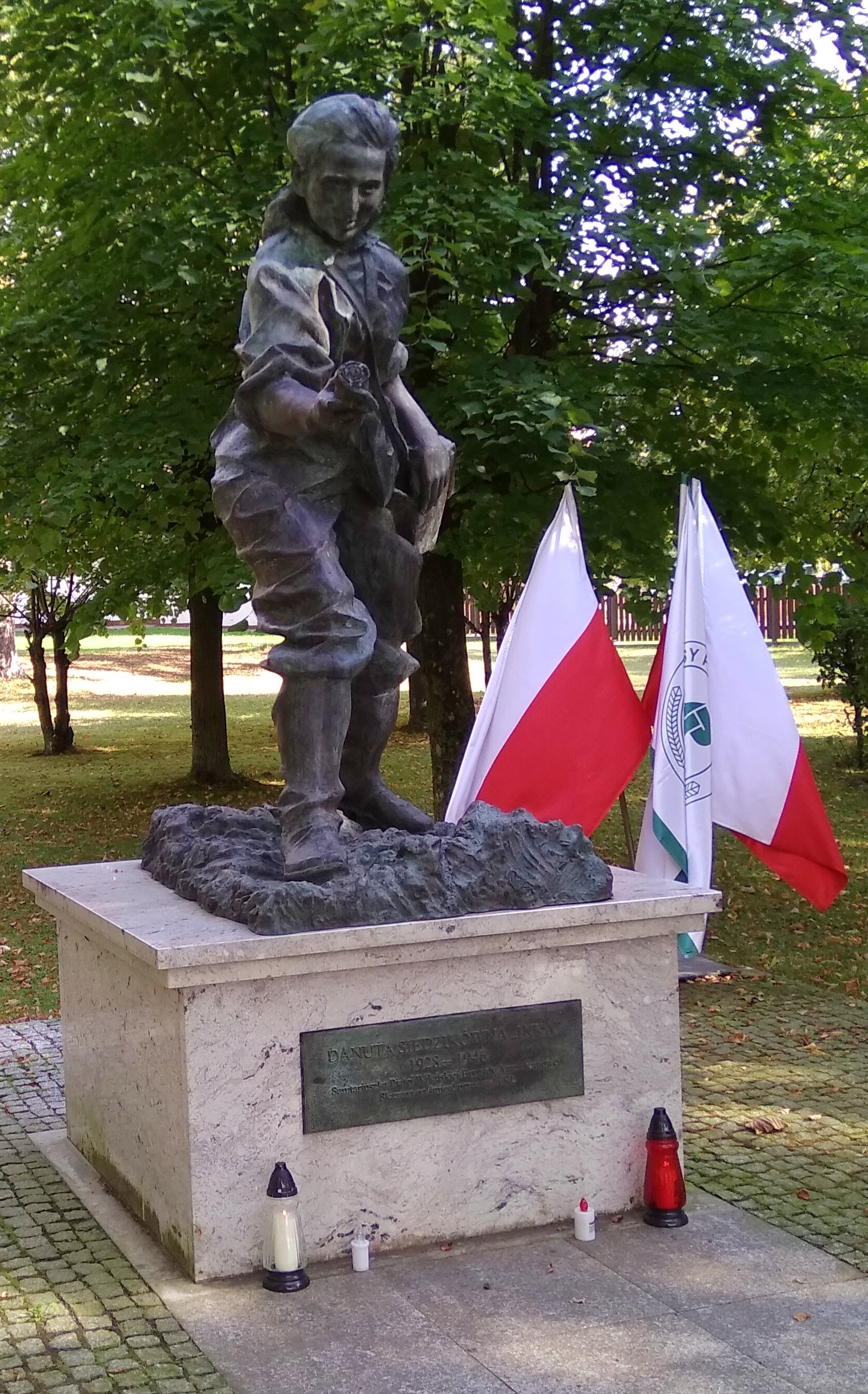
Danuta Siedzikówna Monumento nel suo luogo di nascita Gruszki-Guszczewina
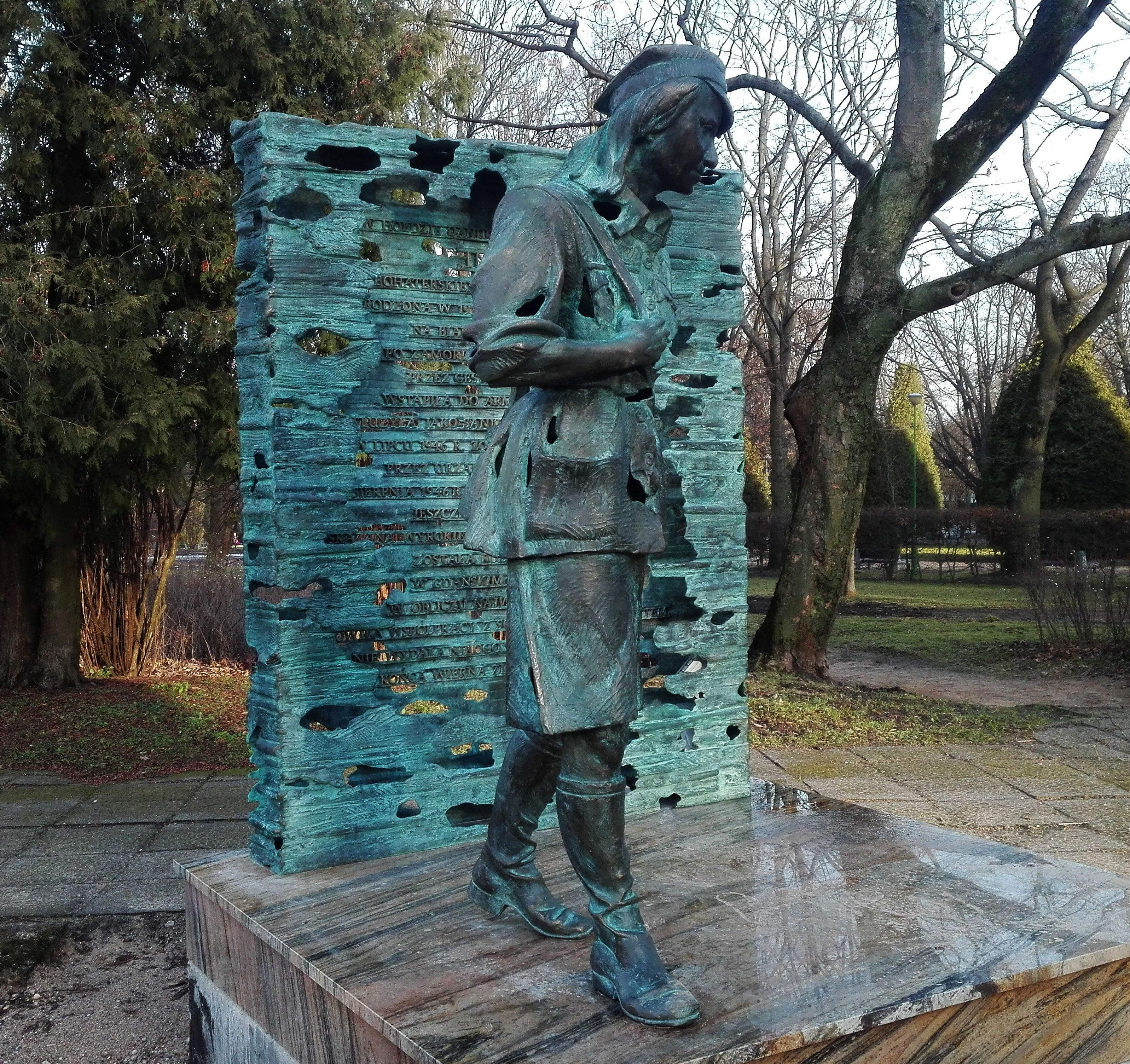
Monumento a «Inka» a Bialystok
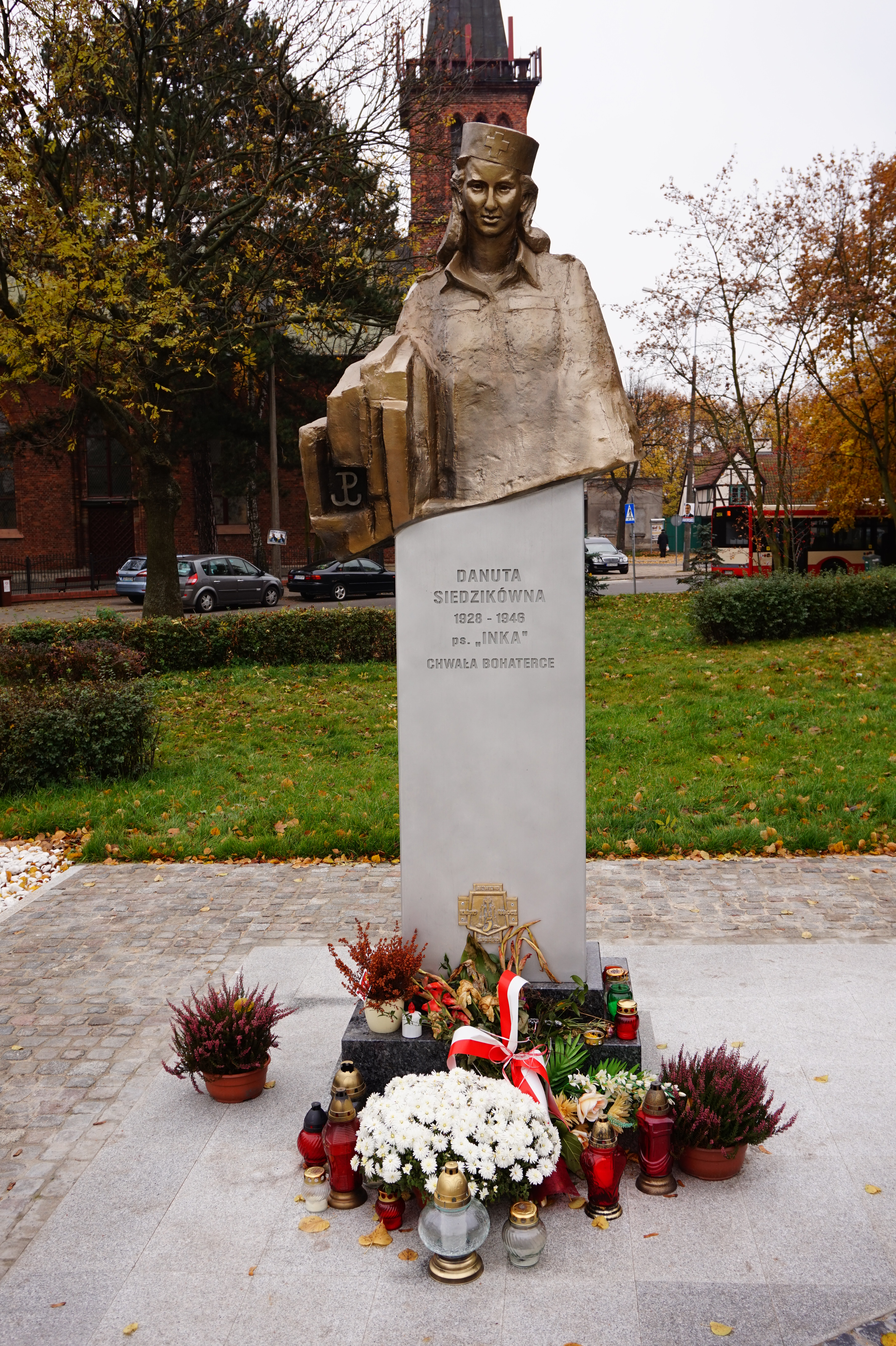
Monumento a Danuta Siedzikówna «Inka» a Gdańsk
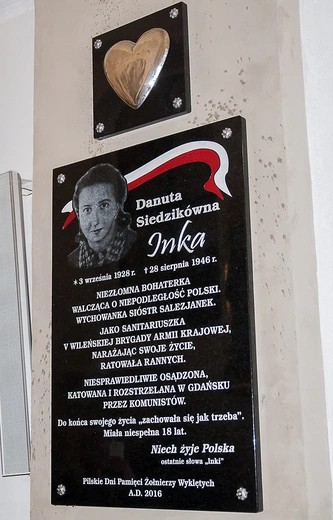
Cuore per Inka en Piła